# Matterhorn
Matterhorn (nemško), Monte Cervino (italijansko), Mont Cervin (francosko) je 4.478 m visoka gora, ki leži v Peninskih Alpah na meji med Švico in Italijo. S svojo piramidasto obliko predstavlja enega najvišjih in najbolj prepoznavnih vrhov Alp. Pod njo se nahajata mesti Zermatt, na severo-vzhodu in Breuil-Cervinia na jugu. V zgodovino alpinizma se je Matterhorn vpisal kot eden izmed zadnjih še nepreplezanih vrhov zlate dobe alpinizma. Njegov vrh so dosegli šele leta 1865 odprava, ki se je povzpela na vrh pa se je nato pri sestopu smrtno ponesrečila in s tem za vedno zaznamovala sloves gore, kot eno najtežje dostopnih v Alpah. Severna stena gore je bila preplezana šele leta 1931 in spada med šest najbolj zahtevnih sten v Alpah. S prihodom železnice in razvojem turizma  je Matterhorn postal zaščitni znak Švice, ki ga vsako leta obišče na tisoče turistov in alpinistov.

## Geografija
Matterhorn ima obliko piramide, njegova severna in vzhodna stena se nahajata nad dolino Zumut v Švici, južna stena se nahaja nad mestecem Breuil-Cervinia na italijanski strani, zahodna stena pa leži nasproti gore Dent d'Herens, na meji med Švico in Italijo. Zaradi strmih pobočij je na gori malo snega, večino ga odnesejo plazovi na ledenike, ki se nahajajo pod vznožjem gore. Največji je ledenik Zmutt, ki se nahaja na zahodnem pobočju gore. Najbolj prepoznavni znak gore so štiri strme stene, vzhodna stena gore je visoka 1.000 m, severna 1.400 m, južna 1.350 m, najvišja pa je zahodna stena z višino 1.400 m. Stene ločujejo grebeni, ki hkrati predstavljajo štiri glavne smeri vzpona na vrh. Prvi izmed dveh tehnično zahtevnih grebenov je Hornlingov greben, ki leži med vzhodno in severno steno, zahodno od njega pa se nahaja Zmuttov greben, ki predstavlja klasično pot na vrh. Med južno in vzhodno steno se nahaja Levji greben, ki tehnično prav tako ni zahteven, najbolj zahteven pa je greben Furggen, ki ločuje južno in vzhodno steno gore.
Gora se nahaja na t. i. alpski ločnici, ki ločuje severni del Alp od južnega. Ker je gora osamljena, je nenehno izpostavljena ostremu gorskemu podnebju in naglim in nenadnim vremenskim spremembam. Matterhorn ima dva vrhova, ki se nahajata na 100 m dolgem grebenu. Prvi vrh se imenuje Švicarski vrh (4.477.5 m) drugi vrh pa se imenuje Italijanski vrh (4.476,4 m). Imeni nista določeni geografsko, temveč po narodnosti prvih plezalcev, ki so se povzpeli na vrhov gore. Oba vrhova se nahajata na meji med Švico in Italijo.
Prve geografske meritve gore so se začele izvajati leta 1792, takrat je geolog Horace-Benedict de Saussure iz Ženeve na podlagi opravljenih meritev določil, da je Matterhorn visok 4.501,7 m. Leta 1868 je inženir Felice Giordano to številko popravil na 4.505 m. Kasneje so bile izvedene nove meritve na podlagi katerih je gora dobila uradno višino 4.482 m. S prihodom novih tehnologij so meritve postale vedno bolj točne in lažje za izvajanje. Leta 1999 so znanstveniki s pomočjo sistema GPS določili višino 4.477,54 m.

## Zgodovina
Ime gore, Matterhorn, se je prvič pojavilo leta 1543 v neki geografski knjigi. Čeprav se je tako sprva imenoval prelaz pod goro, je gora kmalu prevzela njegovo ime. Pred tem je gora oz. področje okoli gore imelo dve različni imeni: Augstalberg in Mons Silvius. Domačini gori pravijo kar Gran Becca in Horu. V slovenščini se rabi predvsem nemška oblika Matterhorn, redkeje tudi Cervinov zob.
Zaradi svoje zahtevnosti je bil Matterhorn ena izmed zadnjih gora v Alpah, ki so jo začetniki alpinizma preplezali. Prvi poizkus vzpona na goro je bil izveden leta 1857, temu so sledili še mnogi drugi. Ti so večinoma potekali iz italijanske smeri, ki je bila na videz lažja, kasneje v steni pa se je izkazalo, da je smer za takratne razmere skoraj neprehodna. Do prelomnice je prišlo 14. julija 1865, ko se je iz švicarske smeri na vrh zmagoslavno povzpela sedemčlanska angleška odprava. Veselje pa se je kmalu spremenilo v tragedijo. Med spustom po strmi steni se je strgala vrv, na katero so bili navezani plezalci, v globino so omahnili štirje plezalci. Nihče od njih ni preživel. Samo dva dni po prvem vzponu se je na goro povzpela nova odprava, ki je dokazala, da je vzpon na goro mogoč tudi po italijanski smeri. Zatem so vzponi na goro postajali vedno bolj pogosti. Kljub temu, da je bila gora preplezana, so stene med posameznimi grebeni še vedno predstavljale največji izziv alpinizma. Najtežja je bila zahodna stena Matterhorna, ki je bila delno preplezana septembra 1879, v celoti pa šele leta 1962. Severna stena, ki je spadala med zadnje izzive alpinizma je bila preplezana leta 1931, južna stena je bila preplezana istega leta, vzhodna stena pa leta 1932.
Leta 2009 je švicarski plezalec Ueli Steck, postavil rekord pri plezanju po severni steni gore. Stena je preplezal v 1 uri in 56 minutah.

## Gora danes
Do leta 1865, ko je bil izveden prvi vzpon na goro, je bila Matterhorn relativno neznana gora. Leta 1891 je bila do Zermatta zgrajena železnica s čimer je bila odprta pot množičnemu turizmu. Železnica se je skozi leta posodabljala in bila leta 1930 povezana s St. Moritzom. Med obema mestoma danes vozi panoramski vlak Glacier Express, ki je tudi edino prevozno sredstvo s katerim je možen dostop do mesta saj so vsa vozila z motorji z notranjim zgorevanjem v mestu prepovedana. Da bi turistom in ljubiteljem gora bolj približali Matterhorn in ostale gore v okolici so v okolici zgradili številne zobate železnica in žičnice. Najbolj znana je železnica Gornergrat, ki se povzpne na višino 3.100 m, z žičnicami pa je možno doseči Unterrothorn in Klin Matterhorn na višini 3.260 m. Glavna izhodiščna točka za vzpon na Matterhorn je Hornli Hut, ki so jo da doseči iz smeri jezer Schwarzsee.
Pod vznožjem gore se nahajate mesti Zermatt in Cervina. Prvo se nahaja v Švici drugo pa v Italiji. Direktne povezave med mestoma ni pot med mestoma je mogoče opravite peš preko prelaza Theodul. Mesti sta glavni turistični središči v okolici gore, turistična sezona pa traja skozi vse leto. Okolica gore ponuja številne zanimivosti in izzive tako za navadne turiste kot za planince. Vznožje gore je prepredeno s številnimi pohodniškimi potmi, kjer pohodniki spoznavajo neokrnjeno alpsko naravo in kulturne znamenitosti okolice. Nekatere poti so namenjene tudi adrenalinskim navdušencem saj potekajo po prepadnih pobočjih in preko ledenikov. 

### Glavne poti za vzpon na goro
|         | Poti    | Smeri                          | Čas vzpona   | Težavnost |
| ------- | ------- | ------------------------------ | ------------ | --------- |
| Grebeni | Hörnli  | Hörnli Hut                     | 6 ur         | AD+/III+  |
| Grebeni | Zmutt   | Hörnli Hut (ali Schönbiel Hut) | 7 ur (10 ur) | D/IV      |
| Grebeni | Lion    | Carrel Hut                     | 5 ur         | AD+/III   |
| Grebeni | Furggen | Bivacco Bossi                  | 7 ur         | TD/V+     |
| Stene   | Severna | Hörnli Hut                     | 14 ur        | TD/V      |
| Stene   | Zahodna | Schönbiel Hut                  | 12 ur        | TD/V+     |
| Stene   | Južna   | Rifugio Duca degli Abruzzi     | 15 ur        | TD+/V+    |
| Stene   | Vzhodna | Hörnli Hut                     | 14 ur        | TD        |